# Blond

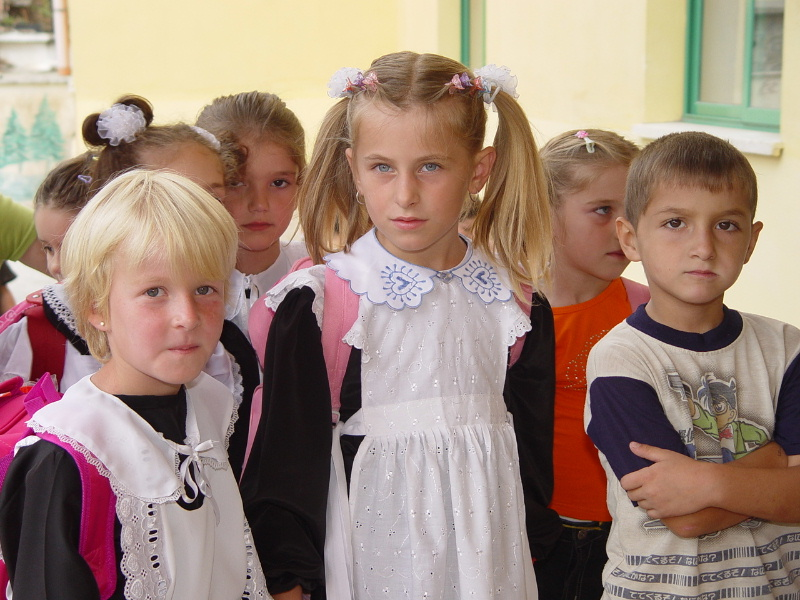
Kinder einer albanischen Schulklasse in Korça

Blond (französisch für ‚hell‘) bezeichnet einen Farbton zwischen gelblich und bräunlich, im alltäglichen Sprachgebrauch fast ausschließlich eine Haarfarbe. Etwa zwei Prozent der Weltbevölkerung sind (im weitesten Sinne) blond. Frauen mit hellem Haar (egal ob natürlich oder blondiert) bezeichnet man üblicherweise als Blondine, untergegangen ist das Wort Blondin für einen blonden Mann.
In den Kulturen der westlichen Welt existieren zahlreiche Blondhaarigenstereotype, die auf blondhaarige Personen bezogen werden.

## Biologische Hintergründe

### Arten
Farbvarianten sind aschblond, nordischblond, lichtblond, strohblond und weißblond (sehr hell, fast weiß), mittelblond (durchschnittlich blond), dunkelblond (dunkel, in Richtung braun), goldblond und weizenblond (in Richtung goldgelb), semmelblond und rotblond (in Richtung rot). Sehr hellblonde, oft gebleichte Haare nennt man auch platinblond oder wasserstoffblond (abgeleitet vom verwendeten Bleichmittel Wasserstoffperoxid). Ein weiterer weit verbreiteter Farbton ist das sogenannte „gefärbt blond“, es ist heller als dunkelblond und nähert sich dem goldblond an. Es gibt auch gemischte Typen, hier können alle Farbformen bzw. -typen kombiniert miteinander vorkommen. Siehe auch Falb.

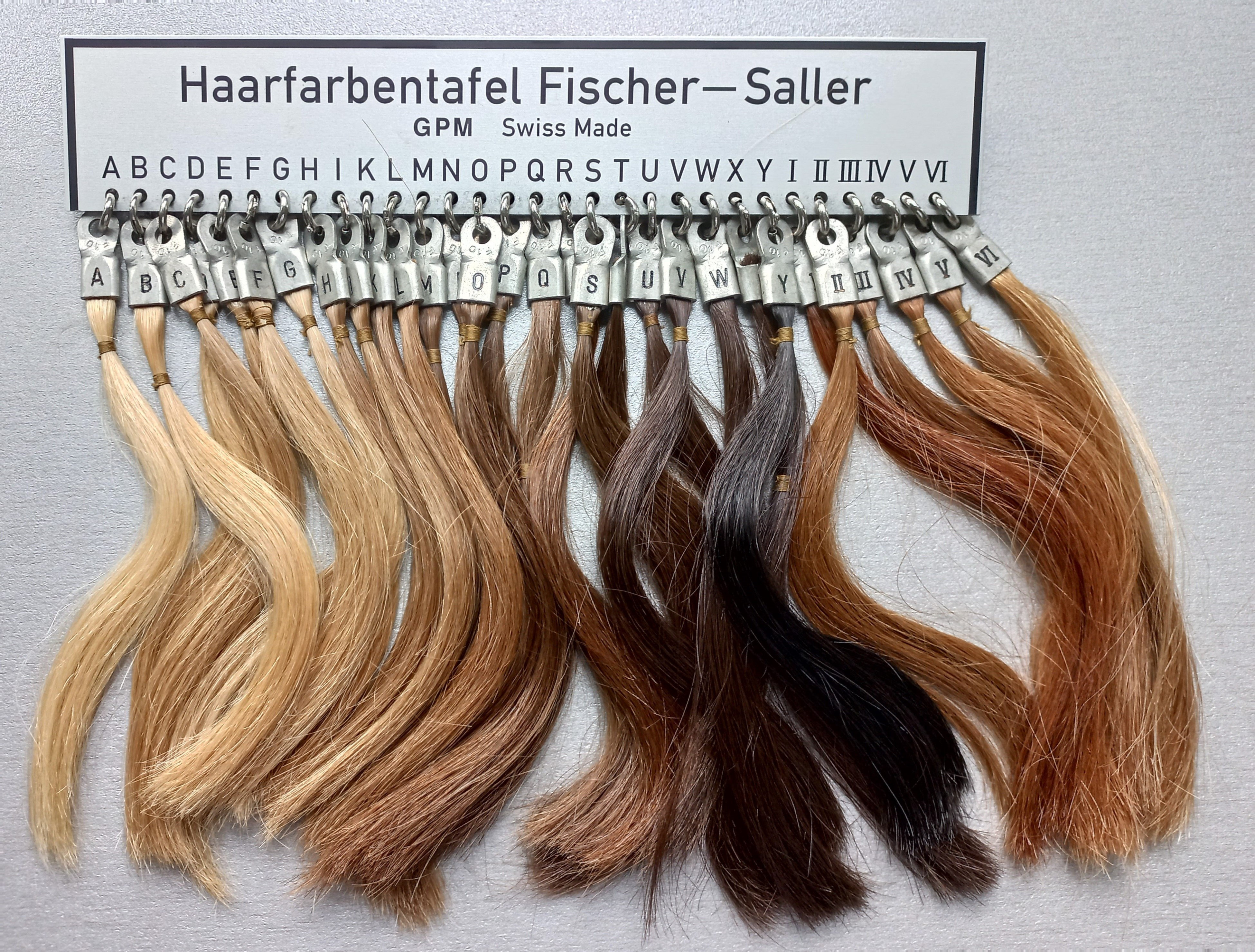
Fischer-Saller Haarfarbentafel

Bei der Haarfärbung unterscheidet man heute als Hauptton (10/) Extra-Hellblond, (9/) Hell-Lichtblond, (8/) Lichtblond, (7/) Mittelblond und (6/) Dunkelblond. In der nebenstehenden Fischer-Saller Haarfarbentafel steht (A) Extra-Hellblond, (B bis E) Hellblond, (F bis L) Mittelblond und (M bis O) Dunkelblond, sowie (V bis VI) für Rotblond.

### Vorkommen

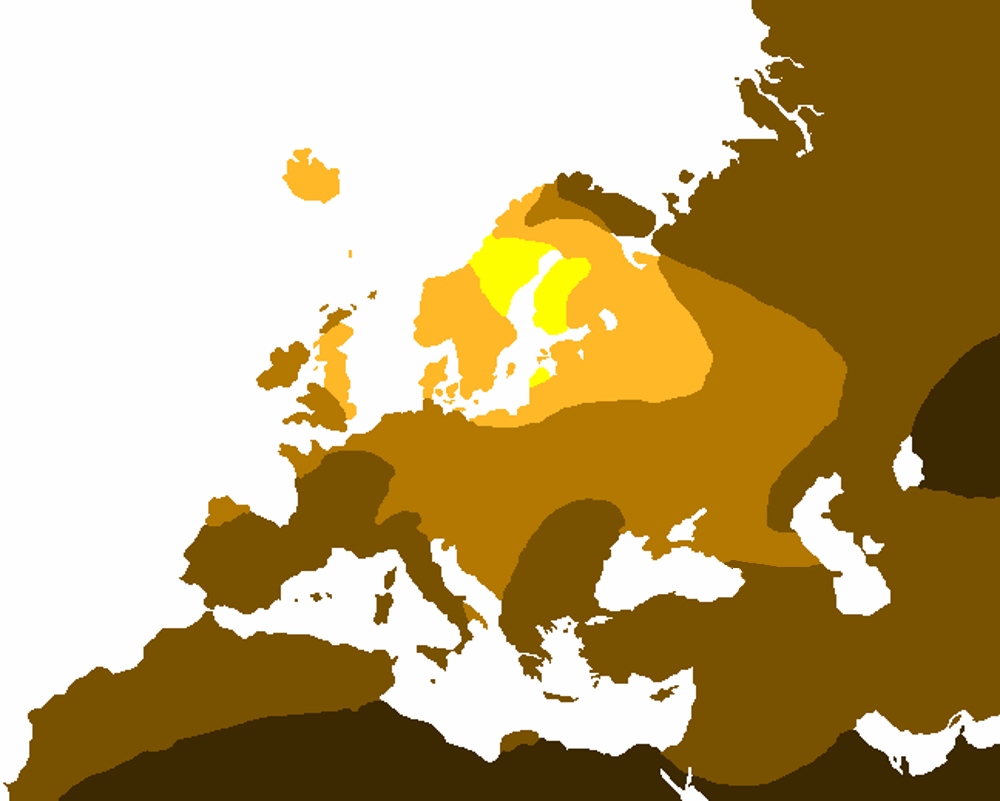
Verbreitung der hellen Haarfarbe in Europa laut einer Studie über helles Haar aus dem Jahr 2006, die von der Universität St Andrews veröffentlicht wurde:
80–100 %
50–79 %
20–49 %
1–19 %
weniger als 1 %

Blonde Menschen gibt es heute vor allem in Nord-, West-, Mittel- und Osteuropa und bei den Nachfahren europäischer Einwanderer in den USA, Kanada, Australien, Neuseeland, Süd-Brasilien, Argentinien, Südafrika, Namibia und Sibirien. Sie sind aber auch in Nordafrika und in Vorderasien anzutreffen. So gibt es zum Beispiel im Libanon Bergregionen mit einem großen Anteil blonder Menschen. Auch in Marokko gibt es immer wieder blonde und blauäugige Angehörige der Berber. Da die genetische Herkunft der Nordafrikaner stark durch Mischungen aufgrund historischer Wanderungsbewegungen, darunter auch europäischer Abkunft, geprägt ist, ist bei ihnen eine besonders hohe Variabilität nicht überraschend. Bei rein indigener Bevölkerung findet man sie allerdings fast nur in Europa, West- und Zentralasien. Bei den meisten blondhaarigen Kindern verdunkelt sich die Haarfarbe im Laufe der körperlichen Entwicklung, da in der Kindheit die Produktion der Melanine häufig gesteigert wird. Diesen Prozess bezeichnet man als Nachdunkeln. Bei den Aborigines im westlichen Teil Australiens, besonders im Inneren des Landes, kommen ebenfalls aufgehellte Haare vor. Vor allem Kinder und Frauen zeigen diese hellen Haare.
Auch ein kleiner Teil der indigenen Bevölkerung in Papua-Neuguinea und den Salomonen ist blond. Die Menschen dort haben eine sehr dunkle Hautfarbe und blonde Haare. Obwohl die genetische Ursache grundlegend anders ist (sie beruht auf einem seltenen Allel des Gens TYRP1), sind auch bei den ozeanischen Populationen vor allem Kinder häufig blond, während die Haarfarbe bei den Heranwachsenden nachdunkelt.

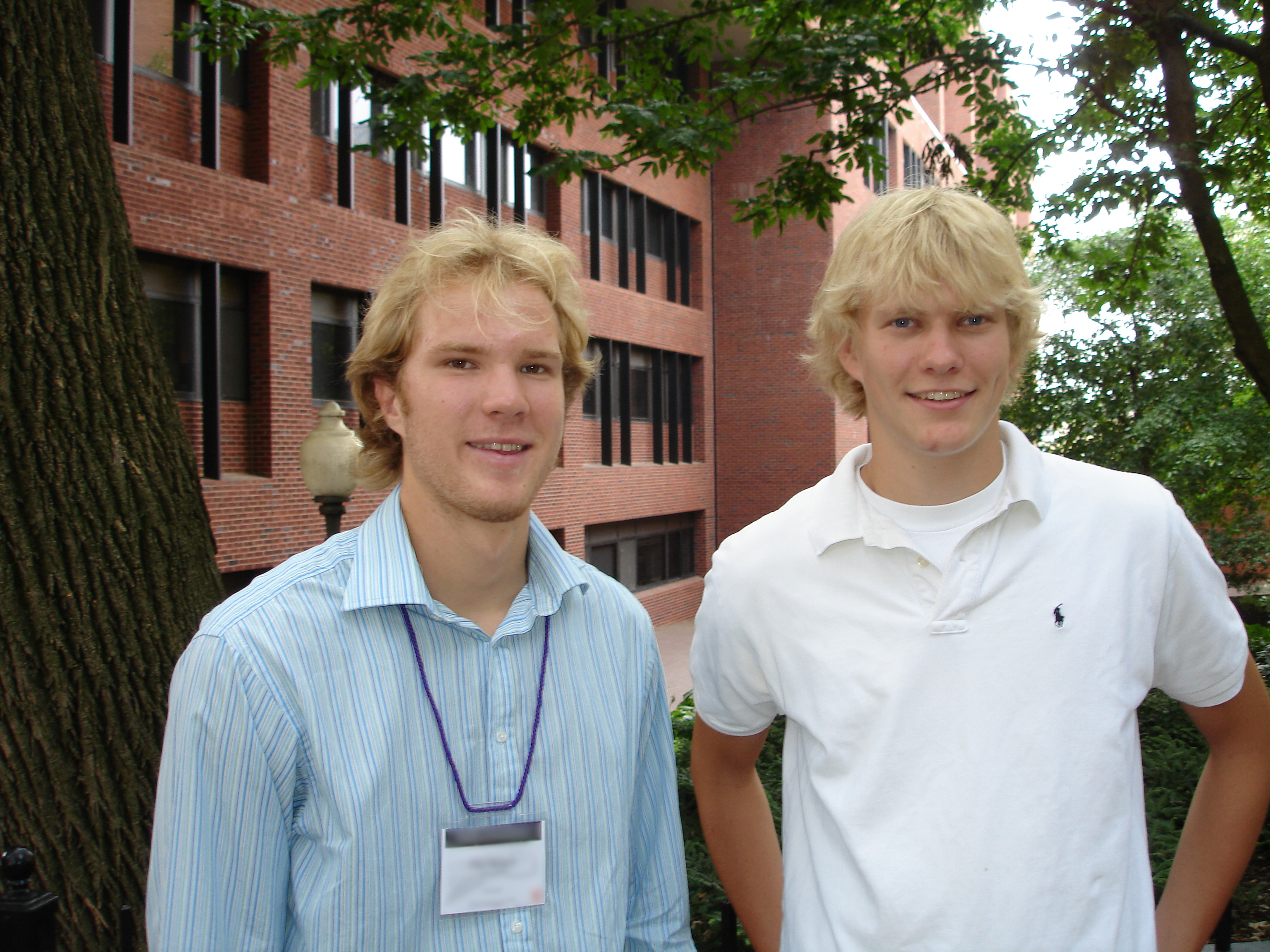
Zwei blonde Männer (baltischer und skandinavischer Herkunft)
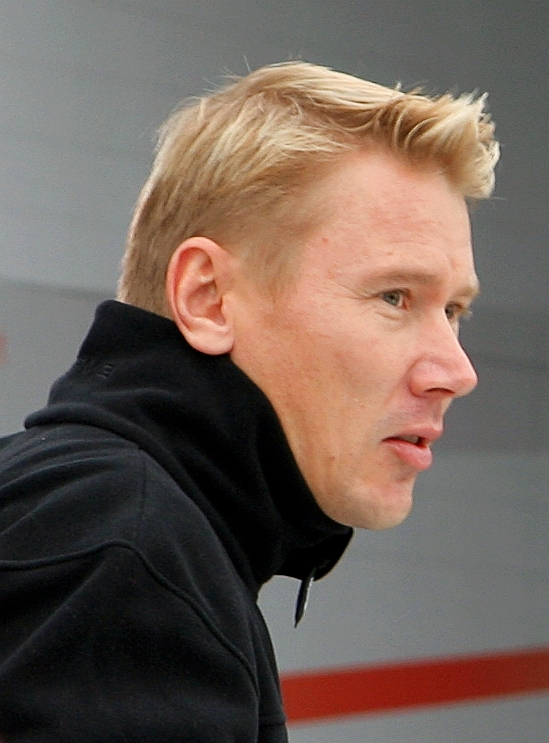
Der finnische Rennfahrer Mika Häkkinen
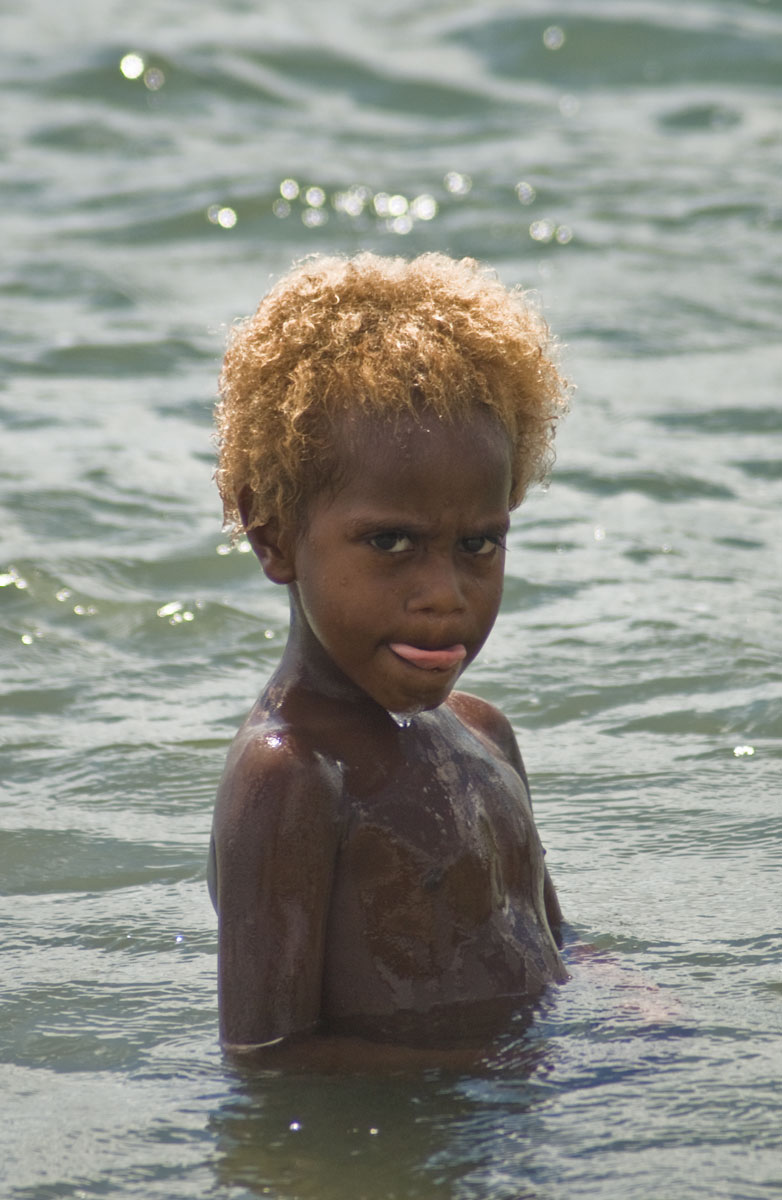
Ein blonder Vanuatu-Junge
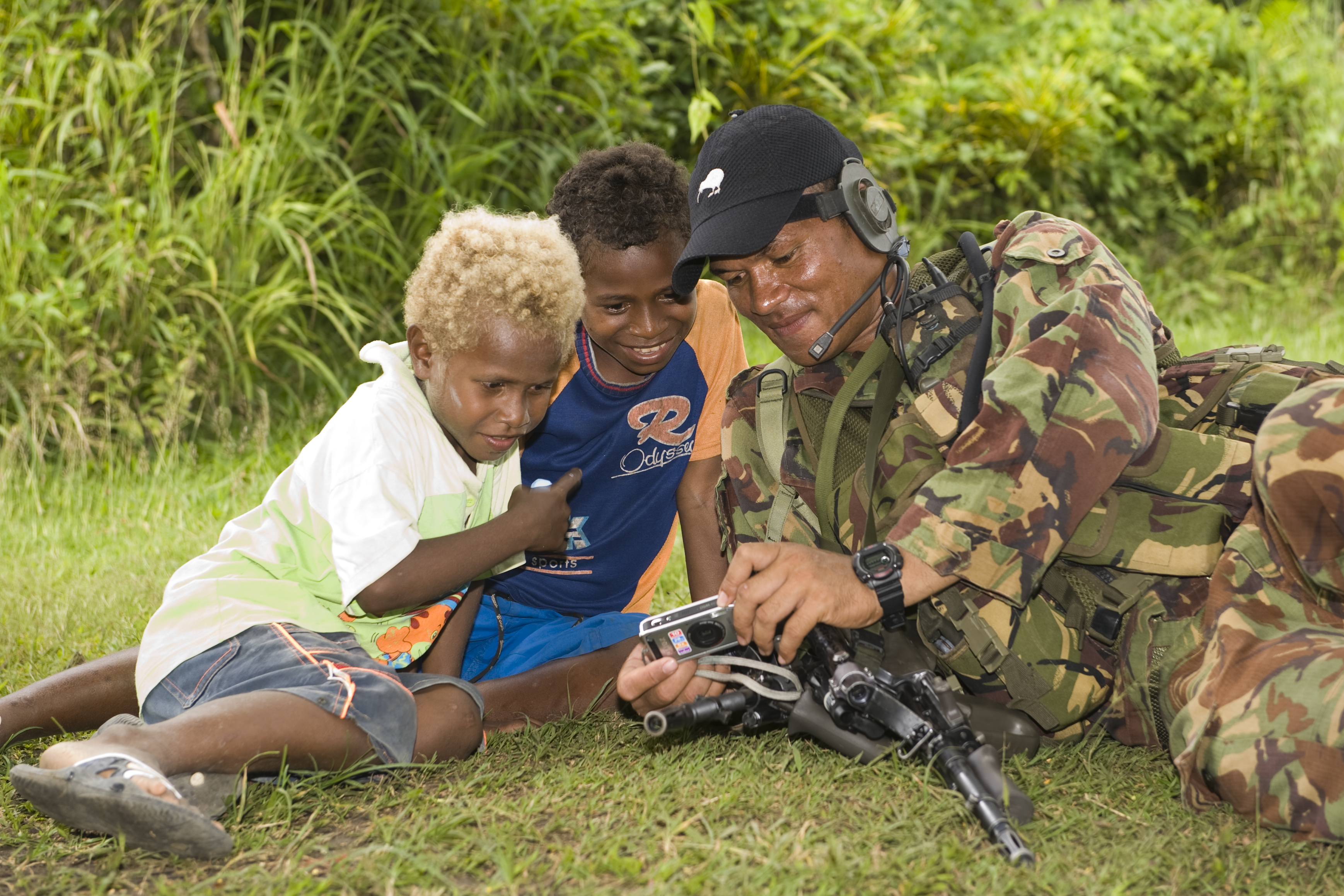
Kinder aus Mbarama, Salomon-Inseln
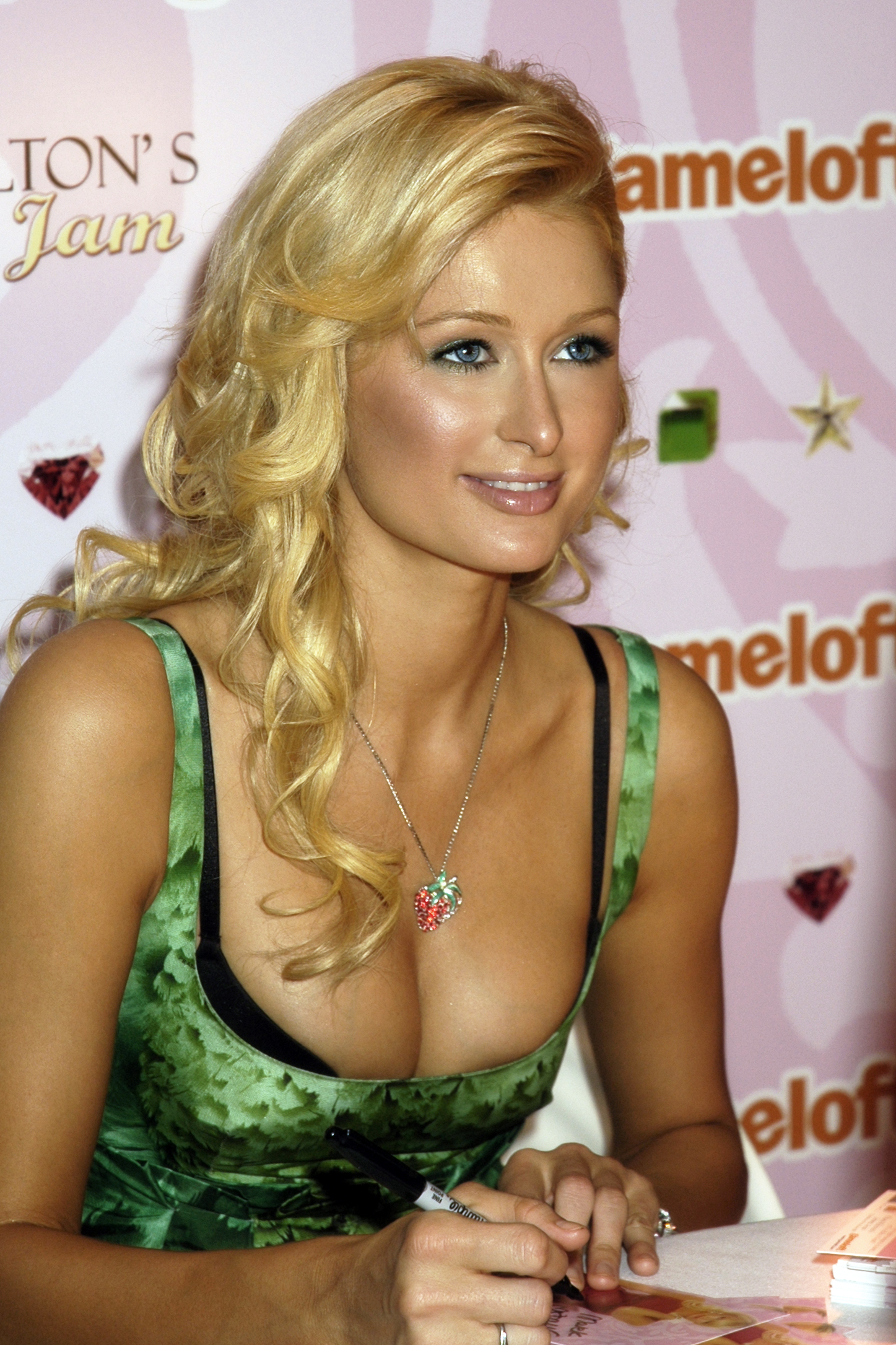
Paris Hilton (2006)
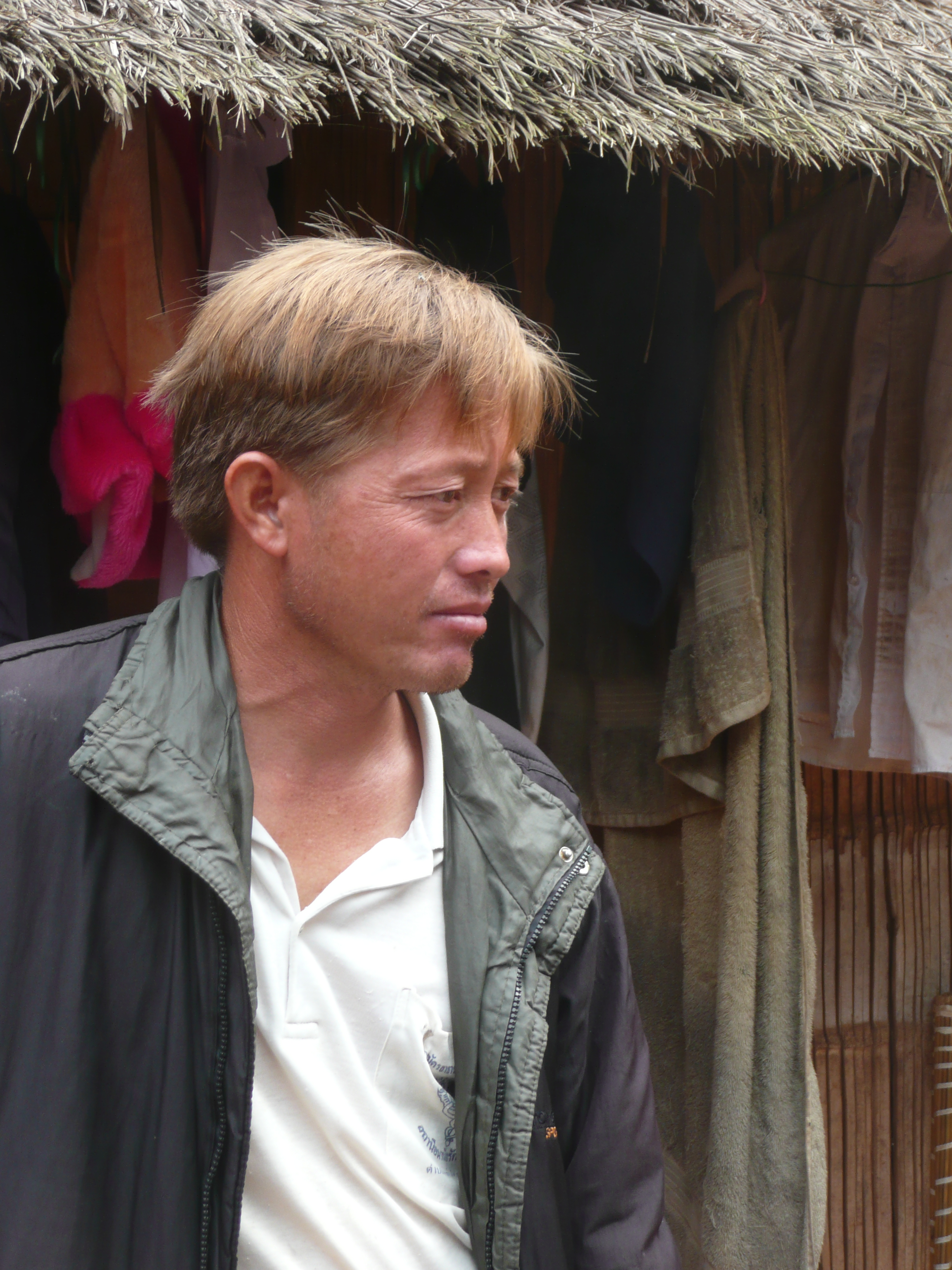
Ein blonder Mann der Hmong
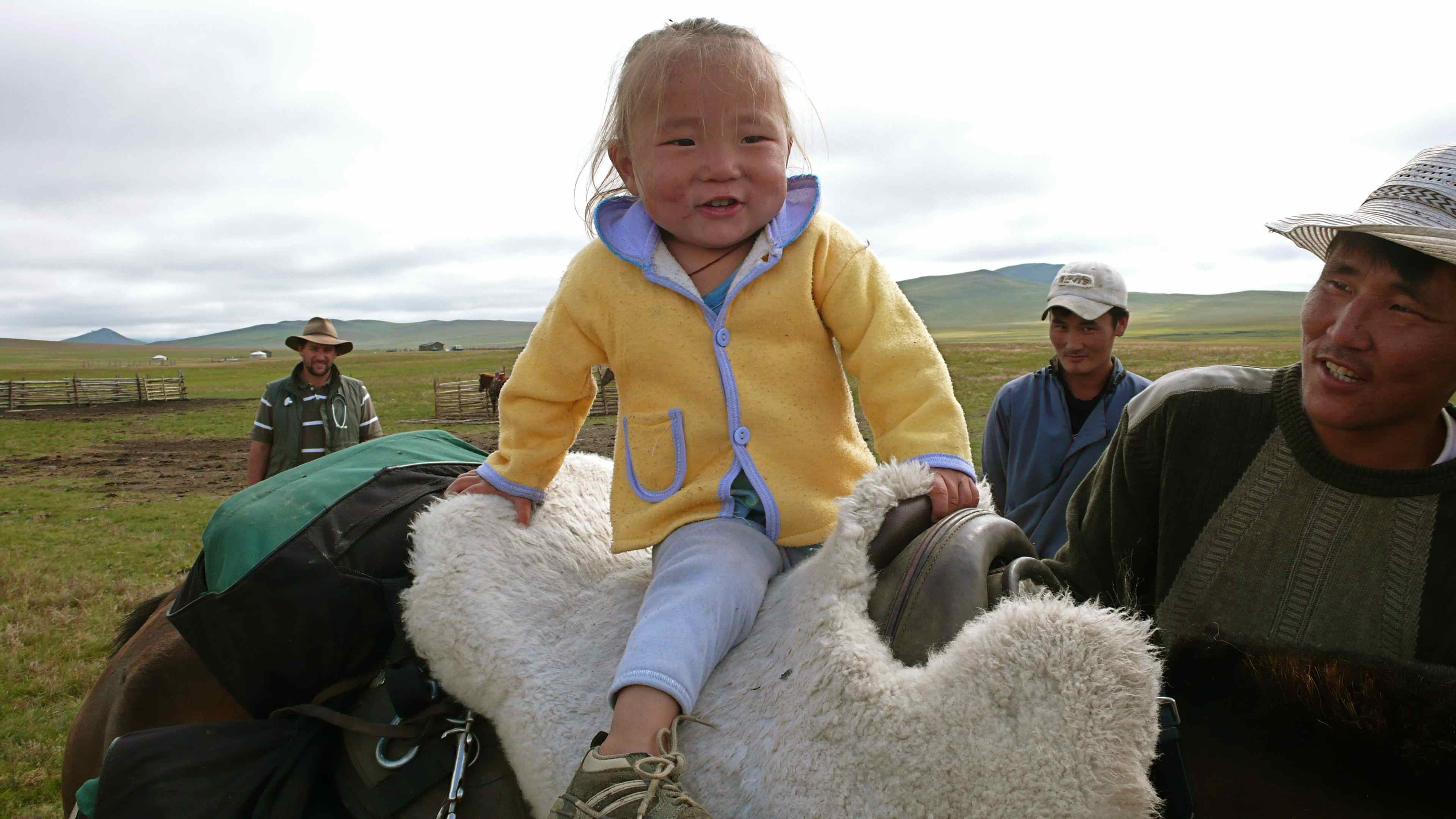
Ein blondes mongolisches Mädchen
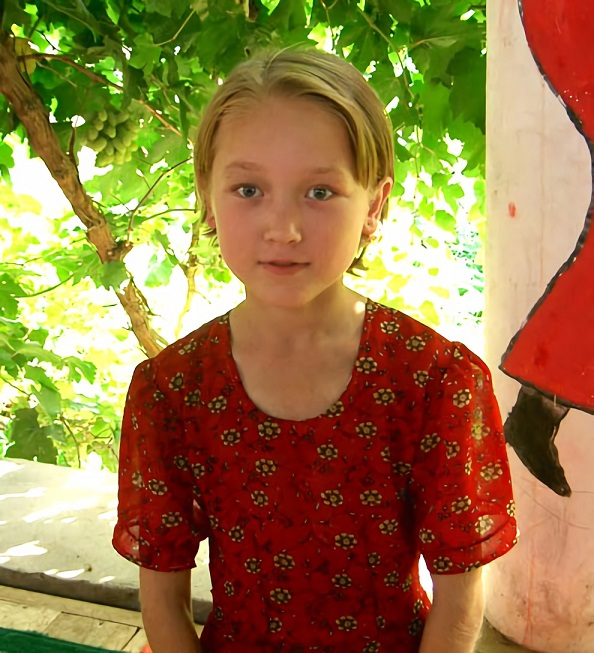
Blonde Haare in Zentralasien: (Uiguren-Mädchen in Turpan, Xinjiang, China)
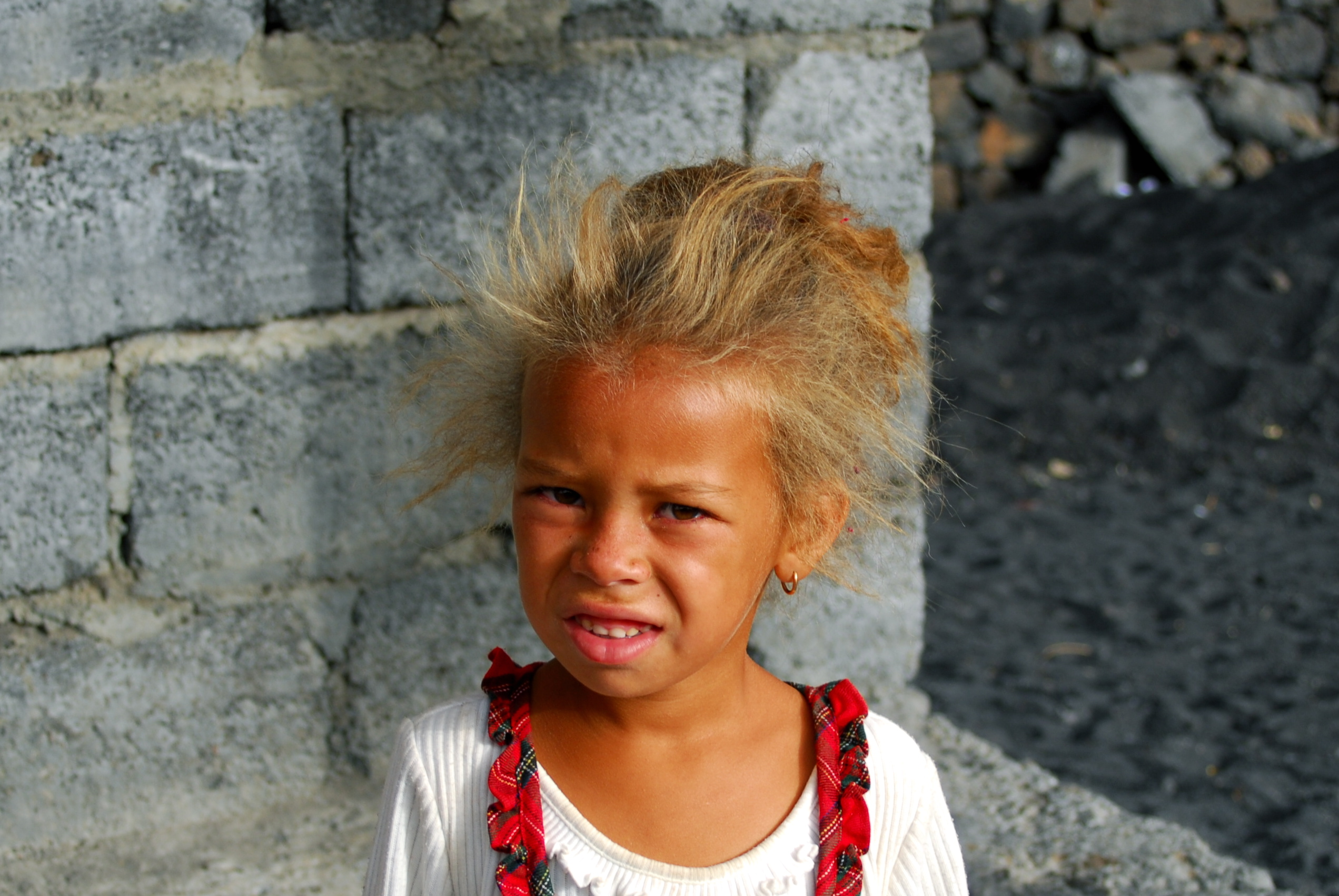
Ein Mädchen von Cabo Verde
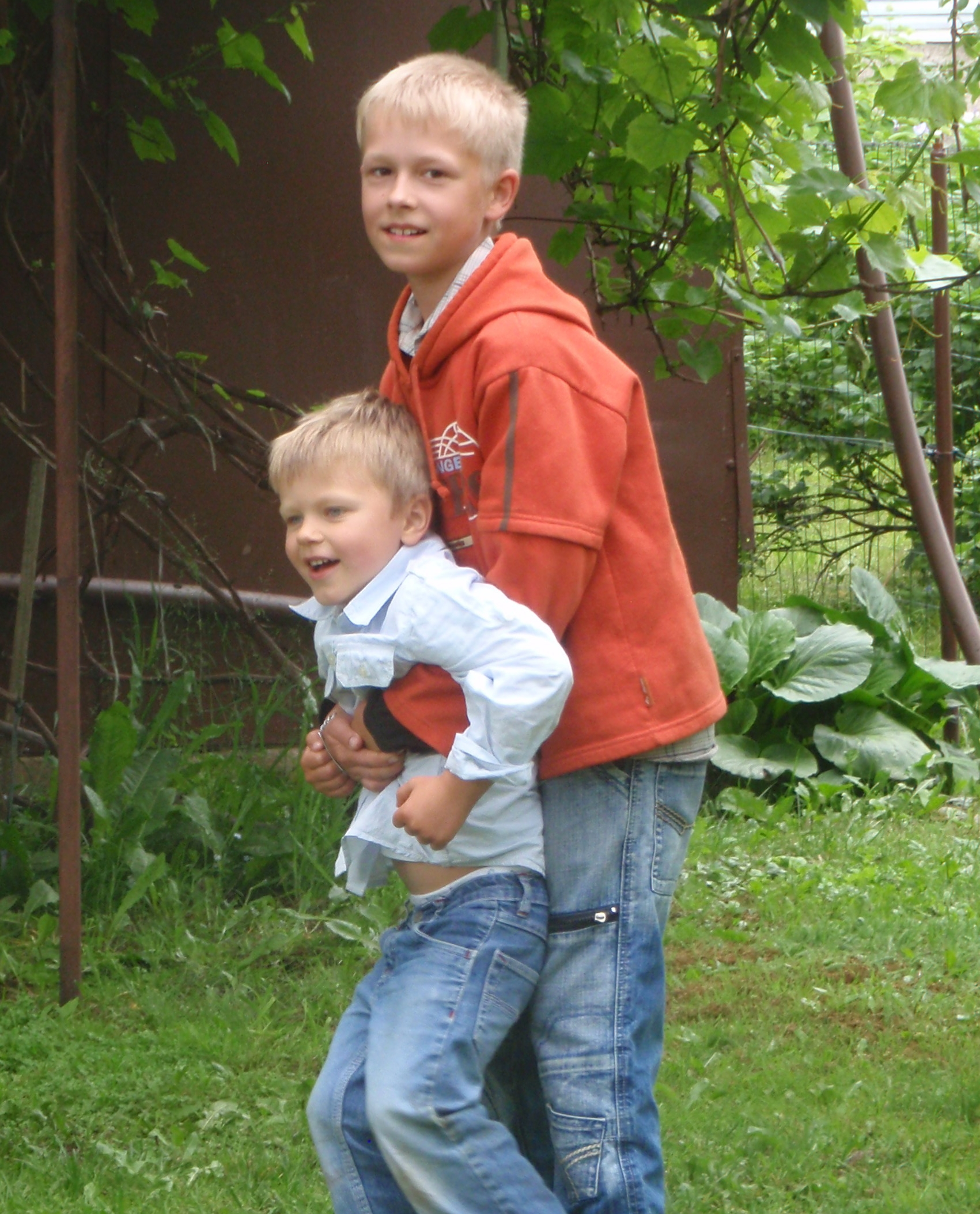
Zwei Jungen aus Litauen und Deutschland

### Vererbung
Haarfarbe entsteht durch die Einlagerung der Farbpigmente Eumelanin und Phäomelanin. Überwiegt der Anteil an Phäomelanin das Eumelanin, führt es zu einer blonden oder rötlichen Färbung. Die endgültige Farbe wird durch die Menge an produziertem Phäomelanin (Enzymaktivität) bestimmt. Da Phäomelanin im Vergleich zu Eumelanin wesentlich schwächer färbt, ist der Anteil an Blonden gegenüber Rothaarigen größer.
Das Phäomelanin hat selbst einen rotblonden Farbton. Dies wird bei einer Blondierung sichtbar, wo zuerst das dunkle Eumelanin ausgewaschen wird und typisch ein rotstichiger Unterton auftritt. Blonde Haare entstehen im Vergleich zur Genetik roter Haare vor allem durch eine starke Verminderung der Eumalin-Produktion oder Melanin-Produktion insgesamt. Entsprechend sind gefundene Genorte oft auch Ursachen von Albinismus und Leuzismus, bei der die Melanin-Produktion komplett ausfällt. Die Auswirkung des Kit-Liganden am Steel-Locus ist bei Tieren beispielsweise schon länger bekannt.
Die blonde Haarfarbe ist rezessiv, da schon ein einzelnes vollständiges Allel für die Melanin-Produktion am Genort hinreicht, um eine dunkle Haarfarbe zu erzeugen. Entsprechend sind viele dunkelhaarige Menschen europäischen Ursprungs auch Träger eines Allels für blonde Haare, sodass zwei dunkelhaarige Eltern durchaus lebenslang blonde Nachkommen haben können. Im Gegenzug können zwei naturblonde Elternteile keine dunkelhaarigen Kinder bekommen.
Bis 2018 waren 13 Genorte bekannt, die die Haarfarbe bestimmen. Nach einer Untersuchung von 300.000 Probanden konnte ein Team der Universität Rotterdam eine Korrelation zu 124 Genorten herstellen, davon eine auf dem X-Chromosom. Außerdem gab es dabei einen Befund, dass Frauen deutlich häufiger auch im Erwachsenenalter natürlich blond bleiben, das Nachdunkeln der kindlichen hellen Haarfarbe also abgeschwächt ist. Der Grund dafür ist noch unverstanden.
In einer 2014 veröffentlichten Untersuchung wurde gezeigt, dass das Gen KITLG mit dem Ausmaß der Blondfärbung bei Nordeuropäern zusammenhängt. KITLG kodiert für einen essentiellen Liganden (KIT-Ligand), dieser ist in der Entwicklung, Transport und Differenzierung verschiedenster Zellen im Körper entscheidend beteiligt, u. a. Melanozyten, Blutzellen oder Geschlechtszellen. Eine bestimmte Punktmutation in KITLG führt zu einer Hemmung des speziellen Transkriptionsfaktors LEF1 (lymphoid enhancer-binding factor 1). LEF1 ist an der Entwicklung und Regeneration von Haarfollikelzellen beteiligt. Die Hemmung verursacht, dass in Haarfollikelzellen weniger Melanin synthetisiert wird (20 %). Damit erscheint das Haar heller.
Die blonden Haare der Ureinwohner Ozeaniens scheinen sich unabhängig entwickelt zu haben. Man führt diese auf eine Veränderung im Protein TYRP1 zurück. Ein Austausch einer Aminosäure in diesem hochkonservierten Enzym wird als Ursache angesehen und ist mit einem Vorkommen von 26 % in der Bevölkerung der Ureinwohner der Salomonen sehr verbreitet, anderswo jedoch nicht anzutreffen.
Zur Entstehung gibt es verschiedene Theorien. Während der dänische Forscher Hans Eiberg die Augenfarbe Blau – die besonders häufig bei blonden Menschen auftritt – auf eine einzige Mutation im Mesolithikum Osteuropas zurückführt, sehen die deutschen Anthropologen Mark Stoneking und Michael Hofreiter die blonde und rötliche Haarfarbe als Ergebnis vieler, mehrmals unabhängig voneinander erfolgter Mutationen des Gens MC1R. Diese Mutation habe sowohl bei den Neandertalern als auch bei den modernen Menschen im eiszeitlichen Europa vor 20.000 bis 40.000 Jahren stattgefunden. Jonathan Rees, Dermatologe an der University of Edinburgh, und die Oxforder Genetikerin Rosalind Harding kamen zu dem Schluss, dass diese Mutation – die ebenfalls für die helle Hautfarbe verantwortlich ist – sich nur unter der schwachen Sonne Mittel- und Nordeuropas ausbreiten konnte. Während das neue Merkmal die betroffenen Menschen unter der starken UV-Strahlung des Südens benachteiligte, war es in Gebieten mit schwacher Sonneneinstrahlung oder häufig bedecktem Wetter vorteilhaft, da helle Haut die Bildung des essentiellen Vitamins D3 bei geringer UV-Strahlung begünstigt.
Die blonde Haarfarbe trat nach einer im Februar 2018 veröffentlichten aDNA-Studie zum ersten Mal bei zwei Individuen, die um 15.000 v. Chr. bei Afontova Gora lebten, auf. Es handelte sich um Mammutjäger am Jenissei bei Krasnojarsk in Sibirien (4.100 Kilometer östlich von Moskau). Die bei ihnen gefundenen CC- und CT-Varianten von SNP rs12821256 gehen nach neueren Studien mit einer deutlich erhöhten Wahrscheinlichkeit einher, blonde Haare zu haben. Dieselben Gen-Varianten finden sich bei jeweils einem Jäger-Sammler-Individuum an den Ausgrabungsstätten Motala (Südschweden um 6.000 v. Ztr.), Samara (an der Wolga) und in der Ukraine, sowie bei einigen Individuen, die der spätneolithischen Jamnaja-Kultur und ihren Nachkommen (Schnurkeramische Kultur) zugezählt werden. Allgemein findet diese Studie bei den westeuropäischen Jäger-Sammlern dunkle Haut kombiniert mit blauen Augen, bei den osteuropäischen Jäger-Sammlern allerdings häufig hellere Haut kombiniert mit hellen Augen.

### Herkunft
Der blonde, hellhäutige und blauäugige Menschentyp hat zwar heute seine größten Anteile an den Bewohnern Nordosteuropas, ist aber nach Ansicht von Genetikern nicht dort entstanden. Nach antiker Quellenlage fanden sich solche Menschen auch in Nordafrika (Libysche Invasion in Ägypten 1208 v. Chr.), Zentralasien (Stamm der Yuezhi laut chinesischer Quellen aus dem 2. Jahrhundert v. Chr.) oder nördlich des schwarzen Meeres (Skythen nach Herodot, 5. Jahrhundert v. Chr.). Die Thraker nördlich des antiken Griechenland wurden von Xenophanes im frühen 5. Jahrhundert v. Chr. als rotblond beschrieben. Erst die Dakerkriege im 2. Jahrhundert n. Chr. haben den Landstrich entvölkert und die Ansiedlung aus dem Mittelmeerraum ermöglicht.
Die Anthropologie geht davon aus, dass diese Merkmale bei den ersten modernen Menschen des eiszeitlichen Eurasiens entstanden, als das Gros der Menschheit als Bewohner intensiv besonnter Gebiete noch dunkelhäutig, dunkeläugig und dunkelhaarig war.
Über die starke Ausbreitung der Merkmale „helle Haut“, „blonde Haare“ und „blaue Augen“ in Nordosteuropa gibt es neben der Vitamin-D3-Hypothese mehrere Alternativhypothesen. Der Edinburgher Physiologe Jeffrey Mogil stellte fest, dass Menschen mit MC1R-Genen vermindert schmerzempfindlich sind und auf ein Morphin verstärkt ansprechen. Daraus folgerte er, dass schmerzunempfindlichere Steinzeitmenschen möglicherweise einen Selektionsvorteil hatten.
Der kanadische Anthropologe Peter Frost vertritt die Hypothese, dass die Ausbreitung vor etwa 10.000 bis 15.000 Jahren durch einen Männermangel zustande gekommen sei, den er als Folge immer gefährlicherer Jagdzüge sah. Der daraus folgende Frauenüberschuss habe dazu geführt, dass die Männer aus einer größeren Auswahl an Sexualpartnerinnen vor allem die exotischeren Blondinen bevorzugt hätten. Dies habe dann den hellhäutigen Typus durch „sexuelle Selektion“ begünstigt. Seine Hypothese erregte 2005 viel Interesse in den Medien, wird aber von den meisten Fachleuten rundum abgelehnt.

### Rückgang
Es gibt immer wieder Thesen, dass es zu einem Aussterben der blonden Haarfarbe kommen soll. Irrtümliche Extrapolationen des Rückgangs, denen zufolge Menschen mit blondem Haar zu einem bestimmten Zeitpunkt spätestens ausgestorben sein müssten, werden seit 1865 immer wieder in den Nachrichten verbreitet; ein letzter Höhepunkt wurde im Jahr 2002 erreicht. Aus dem Prinzip der rezessiven Vererbung folgt jedoch, dass eine Durchmischung zwar dazu führt, dass das Blond-Gen seltener phänotypisch ausgeprägt wird, jedoch genotypisch erhalten bleibt. Ohne zusätzlichen Selektionsdruck ist ein Aussterben im engeren Sinne somit höchst unwahrscheinlich.

## Kulturelle Bedeutung

### Westen
In der Antike war das dem Gold entsprechende Blond die Haarfarbe der Göttinnen und Götter, der Heroen und der Herrscher. Dementsprechend war das Haar der heute marmorweißen Skulpturen oftmals gelb gefasst oder vergoldet. Bei den griechischen und römischen Schriftstellern galten nordische Stämme, einige der Germanen, Kelten, Slawen sowie die iranischen Völker der Skythen, Sarmaten und Alanen als blond. Auch die Thraker wurden von Homer und Herodot als blond beschrieben. Die Römer handelten sogar mit blondem Haar für Perücken. Deren Käufer, meist männliche Römer, schenkten diese Haare ihren Frauen, die sich damit schmückten, indem sie sie in ihre Frisur einarbeiteten. Auch in anderen, südlicheren Ländern gab es vereinzelt blonde Menschen, etwa bei den Guanchen, den Ureinwohnern der Kanaren.
Im Dritten Reich wurde das Blondsein zum typisch „germanischen“ Kennzeichen der sogenannten „Herrenrasse“ hin stilisiert, was vor allem in der nationalsozialistischen Filmpolitik eine Rolle spielte.
Die Wahrnehmung von Blondinen wurde durch Filmstars wie Marlene Dietrich oder Jean Harlow in den 1930er Jahren und Marilyn Monroe als „blonde Sexbombe“ in den 1950er Jahren verstärkt. Zu ihrem Image zählten Naivität und erotische Attraktivität. Weitere Stereotype sind die „kühle Blonde“ und das „blonde Gift“, die, dem Klischee zufolge, ihre Erscheinung kalkuliert und emotional distanziert einsetzen, sowie der blonde Engel, der sich durch eine strahlende und unwirkliche Erscheinung auszeichnet. Auch können die Haarfarben blond und dunkel die gute und die böse Protagonistin kennzeichnen, so wie in dem Märchen Frau Holle Goldmarie und Pechmarie.

## Weitere Bedeutungen des Wortes
- Als blond werden helle Tabake und Holzarten bezeichnet, etwa Eichenholz
- Blond ist als Substantiv auch ein Synonym für helles Bier, vor allem Pils („ein kühles Blondes“)
- Auch Pferde mit an blondes Haar erinnernder Mähne (z. B. Haflinger) oder Hunde, z. B. den Hovawart, mit hellem Fell bezeichnet man als blond
- Wenn Zuchtformen des Guppys eine helle bzw. gelbe Körperfarbe aufweisen, bezeichnet man diesen Grundton als blond
- Abgestorbenes, nicht mehr grünes Schilf oder Dünengras wird zuweilen blond genannt („blonde Dünen“)
- In Heinrich Manns Der Untertan (1918): „blonde Augen“ und „blondes Fleisch“.
- Im Musikinstrumentenbau bezeichnet englisch blonde eine das Holz farblich nicht verändernde Lackierung.